# Mikusu Modan
Mikusu Modan (japanisch ミックスモダン; wörtliche Übersetzung Moderner Mix, englischer Titel The Longing) ist ein japanischer Spielfilm, der unter der Regie von Toshizo Fujiwara gedreht wurde und in der Sektion Panorama 2025 an der 75. Berlinale teilnahm. Dort feierte er im Februar 2025 Weltpremiere.

## Handlung
Der Film begleitet den 18-jährigen Yuto, der von seinen Eltern verlassen wurde und ein Verbrechen beging, um zu sich selbst zu kommen. Yuto kommt aus der Jugendstrafanstalt unter die Obhut von Hiroyuki und Sonoko Kiuchi, die in ihrem Okonomiyaki-Restaurant straffällig gewordenen Jugendlichen die Möglichkeit bieten, sich zu resozialisieren. Mikusu Modan zeigt, wie Yuto mit ihrer Hilfe die Bedeutung des Lebens wiederentdeckt.

## Hintergrund
Der Film-Homepage zufolge entstand der Film aus dem Bedürfnis, die Arbeit des Job Parents Project (職親プロジェクト) in Japan aufzuzeigen. Dieses besteht aus Unternehmern, die jugendlichen Straffälligen durch Arbeit und ihre elterliche Fürsorge die Möglichkeit geben, nachdem sie Reue für ihre Tat zeigten, sich wieder in die Gesellschaft zu integrieren. Die Helfenden selbst hatten teilweise eigene Erfahrungen, wie schwierig sich eine Wiedereingliederung gestalten kann, wenn einem nicht geholfen wird. 
Der Film Mikusu Modan wurde vom japanischen Justizministerium, der Stadt Izumi und dem Schulausschuss der Stadt Izumi unterstützt. Die Dreharbeiten wurden auch durch Crowdfunding ermöglicht.
In der Hauptrolle des Jugendlichen ist der im Jahr 2000 geborene Schauspieler Daiki Ito zu sehen, der bereits mehrmals in Filmen mitwirkte. Toshiyo Fujiwara führte nicht nur Regie, er schrieb auch das Drehbuch, produzierte den Film und übernahm die Rolle von Hiroyuki Kiuchi, dem Restaurantbesitzer.

## Auszeichnungen
- Teilnahme an der 75. Berlinale